# Papuanella jacata
Papuanella jacata är en insektsart som beskrevs av Medler 1989. Papuanella jacata ingår i släktet Papuanella och familjen Flatidae. Inga underarter finns listade i Catalogue of Life.